# Total Eclipse of the Heart
«Total Eclipse of the Heart» (en español: «Eclipse total del corazón») es el título de una power ballad escrita y producida por Jim Steinman e interpretada por la cantante galesa Bonnie Tyler, incluida en su quinto álbum de estudio, Faster Than the Speed of Night (1983), lanzado como el sencillo principal del álbum bajo el sello discográfico CBS Records el 31 de enero de 1983 en el Reino Unido y el 30 de mayo del mismo año en los Estados Unidos.
La canción ha sido reversionada muchas veces; la más famosa de ellas por el libretista de teatro Michael Kunze para el musical Tanz der Vampire como "Totale Finsternis".

## Historia
La canción sigue siendo la más exitosa de la carrera de Tyler, alcanzando el puesto #1 en los Estados Unidos, Australia, Canadá y el Reino Unido. En su mayor apogeo, vendió 80.000 copias al día, y aproximadamente 8 millones de copias en total, convirtiéndose en una de las canciones más exitosas de todos los tiempos. Ganó el premio Variety Club en el Reino Unido por el mejor sencillo de 1983.
La carrera de Tyler alcanzó nuevas alturas con este lanzamiento y la puso como la única artista galesa en llegar al número uno en las listas Billboard de Estados Unidos.
Según el músico Meat Loaf, Steinman le había ofrecido el tema junto con «Making Love (Out of Nothing At All)» para su álbum Midnight at the Lost and Found. Sin embargo, la compañía de discos de Meat Loaf se negó a pagar por el trabajo de Steinman y el artista escribió las canciones por su cuenta. Entonces, Steinman ofreció las canciones a Bonnie Tyler y Air Supply.
La canción aparece en la película El diario de Greg, interpretada por Zachary Gordon.
También aparece en la primera temporada de la exitosa serie Glee y en la cuarta parte de la serie Chilling Adventures of Sabrina.

## Vídeo musical
El vídeo musical de Total Eclipse of the Heart fue dirigido por Russell Mulcahy, con guion de Jim Steinman, e inspirado en la película Futureworld, de 1976. Con características y temática gótica y rodado en el Sanatorio de Holloway, muestra a Bonnie Tyler vestida de blanco, al parecer teniendo un sueño o una fantasía erótica con sus estudiantes de un internado masculino. Los jóvenes bailan y participan en distintas actividades como natación, karate, esgrima, fútbol y canto en un coro, mezclándose imágenes de los jóvenes semidesnudos o en ropa interior con otras con apariencia de ángeles de ojos brillantes y siniestros. El video termina con una vuelta a la realidad a pleno día en la que Bonnie se presenta ante los chicos en formación, y uno de ellos le mira con los ojos brillantes por un momento, sin quedar claro si se trata de una alucinación de ella o si continúa soñando. Se creó una leyenda urbana en torno a que el chico que aparece durante todo el vídeo y que estrecha la mano de Tyler al final es el exfutbolista italiano Gianfranco Zola. En una entrevista de 2012, Zola desmintió su aparición en el video.

## Duración
Existen tres versiones de la canción de Bonnie Tyler con tres duraciones diferentes. La versión original de la canción, en el álbum Faster Than the Speed of Night, dura 6:59. Luego se lanzó una versión editada más corta, que dura 5:35 al cortar la quinta estrofa y un poco el final, que es la usada en el videoclip. Hay una tercera versión que dura un minuto menos que la del videoclip al cortar la tercera estrofa y el final nuevamente, que suena comúnmente, todavía hoy, en las emisoras radiofónicas.

## Recepción
En noviembre de 2002, fue votada en el número 72 en "The Number Ones Greatest Of All Time" ("Los mejores números uno de todos los tiempos") en el Reino Unido. También fue votada en el número 94 en el "Greatest Music Videos of All Time" ("Los mejores videos musicales de todos los tiempos"), en una encuesta conducida por el Channel 4 británico. En octubre de 2006 se la incluyó en el especial "100 Greatest Songs of the 80s" de VH1, en el número 56. MuchMusic emitió en 2006 una serie de cuatro episodios titulada "Top 50 Guilty Pleasures" ("Top 50 de placeres culpables"), en el que la canción apareció en el número 9.

## Otras versiones

### Versión de Westlife
Westlife grabó una versión de la canción para su álbum The Love Album en 2006. La canción sería lanzada como segundo sencillo pero fue cancelado por conflictos con la gira, aunque la promoción llegó al número cinco en las listas de radio en Filipinas. Tres remezclas oficiales fueron lanzadas de esta versión.

### Versión de Nicki French
En 1995, la cantante inglesa Nicki French realizó su versión en género Hi-NRG incluida en su álbum Secrets. Esta versión se convirtió en un éxito en los Estados Unidos, llegando a ocupar la segunda plaza del Billboard Hot 100 y lideró la lista de música pop.

### Versión en alemán
En Alemania la canción tiene su versión, llamada "Totale Finsternis", que el propio autor, Jim Steinman, incorporó al musical Tanz der Vampire en 1997.

### Versión en español
En España e Hispanoamérica hubo una versión en español de este tema, llamado «Eclipse total del amor», interpretado por la artista y actriz cubano-estadounidense Lissette, en el álbum Caricatura (1984). Cabe destacar que esta versión difiere mucho de la versión en inglés, incluso cambiando el sentido de la letra en algunas partes.
Posteriormente, dicha versión la grabó la cantante mexicana Yuridia en 2006, a dúo con el cantante y presentador argentino radicado en México Patricio Borghetti, para su álbum debut Habla el corazón. 
También fue grabada por la cantante Marianne, y lo hizo en dos versiones, una en una versión acústica y la segunda en "remix", con el mismo nombre de la versión de Lissette, ambas incluidas en su disco del mismo nombre en el año 1995. 
En Argentina, el cantante de cuarteto dominico-argentino Nolberto AlKlá también hizo su versión de esta canción en este ritmo, incluida en el álbum Precisamente ahora, de 2006. 
En Youtube, ambos cantantes también hicieron sus versiones de esta canción, siendo la versión más conocida en este medio la del cantante argentino Juan Etchegoyen, quien hizo esta versión con la letra de la versión de Lissette y el mismo nombre de esta versión de la canción. El video obtuvo más de 9 mil visitas en este medio.

### Versión en francés
En Francia se la conoce como "Si demain... (turn around)", y pertenece a Bonnie Tyler y Kareen Antonn, cantada por primera vez en el año 2003.

### Versión en italiano
En Italia, esta canción se llama "Eclissi del cuore", y la canta L'Aura, perteneciente al álbum Sei Come Me, de 2010.

### Versión en portugués
En Portugal, a esta canción se la conoce como "Total eclipse do amor", y la cantan Wilson y Soraya.

### Versión de Chasis
Chasis, la discoteca de makina, en España, junto a dos de sus residentes, hizo una versión de esta canción que aparece en el CD Natural Effect.

### Versión deGlee
En 2010, la serie de televisión Glee incluyó la canción en su álbum musical Glee: Vol. 3, Showstopers, interpretada por los personajes de Rachel, Puck, Jesse y Finn, y logró colocarse en el top 20 de la Billboard Hot 100 de los Estados Unidos, siendo la séptima canción de la serie mejor situada en esta lista, y la más exitosa del álbum, además de ser la canción de mayor éxito de Rachel y Jesse en la serie.

## Posicionamiento en listas y certificaciones
| País           | Lista (1983)                 | Mejor posición |
| -------------- | ---------------------------- | -------------- |
| Alemania       | Media Control Charts         | 16             |
| Australia      | Kent Music Report            | 1              |
| Bélgica        | VRT Top 30                   | 14             |
| Canadá         | RPM 50 Singles               | 1              |
| España         | AFYVE                        | 9              |
| Estados Unidos | Billboard Hot 100            | 1              |
| Estados Unidos | Billboard Adult Contemporary | 7              |
| Estados Unidos | Billboard Top Tracks         | 23             |
| Francia        | IFOP Charts                  | 3              |
| Irlanda        | Irish Singles Chart          | 1              |
| Italia         | Italian Singles Chart        | 14             |
| Noruega        | VG-lista                     | 1              |
| Nueva Zelanda  | NZ Top 40 Singles Chart      | 1              |
| Países Bajos   | Dutch Top 40                 | 24             |
| Reino Unido    | UK Singles Chart             | 1              |
| Suecia         | Hitlistan                    | 3              |
| Suiza          | Schweizer Hitparade          | 3              |

| País           | Organismo certificador | Certificación | Ventas  | Ref.   |
| -------------- | ---------------------- | ------------- | ------- | ------ |
| Canadá         | CRIA                   | Platino       | 100 000 | [ 14 ] |
| Estados Unidos | RIAA                   | Platino       | 1 000   | [ 15 ] |
| Francia        | SNEP                   | Oro           | 632 000 | [ 16 ] |
| Italia         | FIMI                   | Oro           | 15 000  | [ 17 ] |
| Reino Unido    | BPI                    | Oro           | 500 000 | [ 18 ] |

### Sucesión en listas
| Anterior: «Billie Jean» de Michael Jackson  | UK Singles Chart — Sencillo Nro 1 12 de marzo de 1983 — 19 de marzo de 1983       | Siguiente: «Is There Something I Should Know?» de Duran Duran       |
| Anterior: «Billie Jean» de Michael Jackson  | Irish Singles Chart — Sencillo Nro 1 13 de marzo de 1983 — 27 de marzo de 1983    | Siguiente: «Let's Dance» de David Bowie                             |
| Anterior: «I Was Only Nineteen» de Redgum   | Kent Music Report — Sencillo Nro 1 30 de mayo de 1983 — 4 de julio de 1983        | Siguiente: «Flashdance... What a Feeling» de Irene Cara             |
| Anterior: «Beat It» de Michael Jackson      | NZ Top 40 Singles Chart — Sencillo Nro 1 3 de julio de 1983 — 24 de julio de 1983 | Siguiente: «Flashdance... What a Feeling» de Irene Cara             |
| Anterior: «White Wedding» de Billy Idol     | RPM Top Singles — Sencillo Nro 1 13 de agosto de 1983 — 20 de agosto de 1983      | Siguiente: «Our House» de Madness                                   |
| Anterior: «Främling» de Carola Häggkvist    | VG-lista — Sencillo Nro 1 22.ª semana de 1983 — 26.ª semana de 1983               | Siguiente: «The Heat Is On» de Agnetha Fältskog                     |
| Anterior: «Tell Her About It» de Billy Joel | Billboard Hot 100 — Sencillo Nro 1 1 de octubre de 1983 — 22 de octubre de 1983   | Siguiente: «Islands in the Stream» de Kenny Rogers con Dolly Parton |